# Волошка несправжньоплямиста
Волошка несправжньоплямиста (Centaurea pseudomaculosa) — вид рослин з родини айстрових (Asteraceae), поширений у Європі на схід від України й Білорусі та в Азії — Казахстан, західний Сибір.

## Опис
Багаторічна трав'яниста рослина 30–70 см заввишки. Стебла разом з листками гостро-шорсткі й дещо павутинисті. Кінцеві частки перисторозсіченого стеблових листків лінійні й довгасті, до 4–5 мм шириною. Обгортка яйцеподібна або яйцевидно-куляста, 12–14 мм завдовжки, 10–12(13) мм шириною, придатки її зовнішніх і середніх листочків з 6–8(10) парами бахромок, темно-бурі. Сім'янка ≈ 3 мм довжиною, бура, з більш світлими реберцями, її чубчик 1–1.5 мм завдовжки.

## Поширення
Поширений у Європі на схід від України й Білорусі та в Азії — Казахстан, західний Сибір.
В Україні вид зростає в різнотравно-ковилових степах, на степових схилах, крейдяних і вапнякових відслоненнях, на узліссях і на галявинах степових лісів, іноді як бур'ян уздовж доріг і на полях — у Поліссі (в півд. ч.), Лісостепу, Степу (переважно в півд. ч.); в Криму зрідка на Керченському півострові.